# Войцех Хшановський
Войцех Хшановський, або Хржановський (пол. Wojciech Chrzanowski; 14 січня 1793, Біскупіце, Краківське воєводство, Корона Королівства Польського — 26 лютого 1861, Париж) — польський генерал і картограф, творець першої карти польських земель, «Карта давньої Польщі з прилеглими околицями сусідніх країн» в масштабі 1:300000.

## Життєпис
Правдоподібно, був учнем Новодворської гімназії у Кракові. За спогадами генерала Прондзинського, який добре знав Хшановського, той навчався у Краківському університеті, де мав успіхи у вивчення математики, історії. Через неповні 4 місяці був призначений до полку пішої артилерії у званні поручника 2-го рангу.
Войцех Хшановський розпочав військову службу 4 вересня 1810 р. каноніром пішої артилерії Князівства Варшавського. 1 квітня 1811 року як підпоручник-елев був прийнятий до аплікаційної школи артилерії та інженерів.
Брав участь у франко-російській війні 1812 року, зокрема, у смоленській битві. У бою під Вільнюсом 10 грудня 1812 року був поранений у ноги, потрапив до російського полону, де перебував приблизно 1,5 року. Пізніше бився у битві під Лейпцигом. У січні 1815 р. став на службу до створюваного війська Королівства Польського.
В 1828–1829 рр. в званні капітана Російської армії брав участь у російсько-турецькій війні.
Спочатку не підтримував Листопадове повстання 1830—1831 через його негативне ставлення до різних акцій проти Росії. Але з листопада 1830 р. Хшановський перейшов на сторону повстанців, взяв участь у виправі на Модлін. Був військовим губернатором Варшави (1831). Після поразки повстання наприкінці 1831 р. емігрував до Парижу.
Князь Адам Єжи Чорторийський хотів «поставити» його на чолі папського війська у 1847 році. Після початку революції в Німеччині та Познанщині хотів взяти в ній участь, тому вирушив до Берліна, звідти до Вроцлава. Після швидкого придушення революції переїхав до Дрездена, де за посередництва Владислава Замойського отримав пропозицію вступити до сардинського війська (мав стати шефом штабу).
15 лютого 1848 р. Карл Альберт, король Сардинії, призначив Хшановського головнокомандувачем сардинською армією. Після поразки Сардинії у битві під Новарою Хшановський був звільнений зі служби королем Віктором Еммануїлом II.
Хшановський повернувся на постійне проживання до Парижу, де продовжив свою роботу зі створення детальної карти польських земель, над якою трудився ще з 1822 р. В 1859 р. цю карту, нарешті, було опубліковано в Парижі.
Помер Войцех Хшановський 26 лютого 1861 р. і був похований на цвинтарі Монмартр.

## Твори
Окрім створення карти Польщі, був автором багатьох публікацій з військової справи, з яких найбільш варті на увагу:
- O wojnie partyzanckiej 1835,
- Służba wojskowa w polu 1836
- Opisanie bitwy grochowskiej посмертне видання 1909 р.